# بوب ماركس
بوب ماركس (بالإنجليزية: Bob Marks)‏ هو سياسي أمريكي، ولد في 11 يناير 1932 في هيلينا في الولايات المتحدة. حزبياً، نشط في الحزب الجمهوري. وقد انتخب عضو مجلس نواب مونتانا.